# ジロカストラ県
ジロカストラ県（ジロカストラけん、アルバニア語: Rrethi i Gjirokastrës）は、アルバニアの県の1つである。ギロカストラ県とも呼ばれる。ギリシャ語のコミュニティも含んでいる。面積は1,137km2である。県都はジロカストラ、他の主な都市はLibohovëである。